# Mehelya
Mehelya – rodzaj węży z rodziny Lamprophiidae.

## Zasięg występowania
Rodzaj obejmuje gatunki występujące w Afryce (Senegal, Gwinea Bissau, Gwinea, Sierra Leone, Liberia, Wybrzeże Kości Słoniowej, Ghana, Togo, Benin, Nigeria, Kamerun, Republika Środkowoafrykańska, Gwinea Równikowa, Gabon, Kongo, Demokratyczna Republika Konga, Uganda, Sudan Południowy i Angola, prawdopodobnie także Rwanda i Burundi).

## Systematyka

### Etymologia
- Simocephalus: gr. σιμος simos ‘płaski’[7]; κεφαλος -kephalos ‘-głowy’, od κεφαλη kephalē ‘głowa’[8]. Gatunek typowy (oznaczenie monotypowe): Heterolepis poensis Smith, 1849.
- Grobbenia: Karl Grobben (1854–1945), austriacki biolog[3].
- Mehelya: Lajos Méhelÿ (1862–1953), węgierski zoolog i herpetolog[1].
- Siebenrockia: Friedrich Siebenrock (1853–1925), austriacki systematyk i anatom[4].

### Podział systematyczny
Do rodzaju należą następujące gatunki:
- Mehelya egbensis Dunger, 1966
- Mehelya gabouensis Trape & Mané, 2005
- Mehelya laurenti de Witte, 1959
- Mehelya poensis (Smith, 1849)
- Mehelya stenophthalmus (Mocquard, 1887)